# キャメレオン竹田
キャメレオン竹田（きゃめれおん たけだ Chamereon Takeda）は、日本の占い師、作家、イラストレーター。

## 著書
- ２２枚のカードで毎日がうまく行くタロット占い（KADOKAWA、2012年5月）
- 当たりすぎて笑える星座★誕生日占い 牡羊座（主婦の友社、2013年4月）
- 当たりすぎて笑える星座★誕生日占い 牡牛座（主婦の友社、2013年4月）
- 当たりすぎて笑える星座★誕生日占い 双子座（主婦の友社、2013年4月）
- 当たりすぎて笑える星座★誕生日占い 蟹座（主婦の友社、2013年6月）
- 当たりすぎて笑える星座★誕生日占い 獅子座（主婦の友社、2013年6月）
- 当たりすぎて笑える星座★誕生日占い 乙女座（主婦の友社、2013年6月）
- 当たりすぎて笑える星座★誕生日占い 天秤座（主婦の友社、2013年9月）
- 当たりすぎて笑える星座★誕生日占い 蠍座（主婦の友社、2013年9月）
- 当たりすぎて笑える星座★誕生日占い 射手座（主婦の友社、2013年9月）
- 当たりすぎて笑える星座★誕生日占い 山羊座（主婦の友社、2013年12月）
- 当たりすぎて笑える星座★誕生日占い 水瓶座（主婦の友社、2013年12月）
- 当たりすぎて笑える星座★誕生日占い 魚座（主婦の友社、2013年12月）
- スマホでかんたんホロスコープ 占星術チョー入門（KADOKAWA、2013年8月）
- 『レッツ！タロット』（ヴィジョナリーカンパニー、2014年9月）
- マンガ おもしろいほどよく当たる! 12星座あるある（アスコム、2016年3月）
- 神さまとの直通電話: 運がよくなる《波動》の法則（王様文庫、2017年12月）
- 占星術が教えてくれる 相性のひみつ（日本実業出版社、2018年1月）
- 月星座占い 月を味方にすれば運命は変えられる（実業之日本社、2018年1月）
- 神さまの家庭訪問（≪王様文庫≫三笠書房、2018年8月）
- キャメレオン竹田の牡羊座開運本2019年版 （ゴマブックス、2018年8月）
- キャメレオン竹田の牡牛座開運本2019年版 （ゴマブックス、2018年8月）
- キャメレオン竹田の双子座開運本2019年版 （ゴマブックス、2018年8月）
- キャメレオン竹田の蟹座開運本2019年版 （ゴマブックス、2018年8月）
- キャメレオン竹田の獅子座開運本2019年版 （ゴマブックス、2018年8月）
- キャメレオン竹田の乙女座開運本2019年版 （ゴマブックス、2018年8月）
- キャメレオン竹田の天秤座開運本2019年版 （ゴマブックス、2018年8月）
- キャメレオン竹田の蠍座開運本2019年版 （ゴマブックス、2018年8月）
- キャメレオン竹田の射手座開運本2019年版 （ゴマブックス、2018年8月）
- キャメレオン竹田の山羊座開運本2019年版 （ゴマブックス、2018年8月）
- キャメレオン竹田の水瓶座開運本2019年版 （ゴマブックス、2018年8月）
- キャメレオン竹田の魚座開運本2019年版 （ゴマブックス、2018年8月）
- キャメさんぽSPECIAL パワスポで開運を引き寄せ、気をチャージ！ （マガジンハウス、2018年11月）
- 神さまからの急速充電：幸せな人は、みんなエネルギッシュ♪ (王様文庫：三笠書房、2019年3月)
- おおぽち先生の教え：毎日がHAPPYになる１９６の言葉（ゴマブックス、2019年4月）
- キャメレオン竹田の12星座別開運本 令和元年版 全12巻（ゴマブックス、2019年5月）
- キャメレオン竹田の牡羊座開運本2020年版 （ゴマブックス、2019年8月）
- キャメレオン竹田の牡牛座開運本2020年版 （ゴマブックス、2019年8月）
- キャメレオン竹田の双子座開運本2020年版 （ゴマブックス、2019年8月）
- キャメレオン竹田の蟹座開運本2020年版 （ゴマブックス、2019年8月）
- キャメレオン竹田の獅子座開運本2020年版 （ゴマブックス、2019年8月）
- キャメレオン竹田の乙女座開運本2020年版 （ゴマブックス、2019年8月）
- キャメレオン竹田の天秤座開運本2020年版 （ゴマブックス、2019年8月）
- キャメレオン竹田の蠍座開運本2020年版 （ゴマブックス、2019年8月）
- キャメレオン竹田の射手座開運本2020年版 （ゴマブックス、2019年8月）
- キャメレオン竹田の山羊座開運本2020年版 （ゴマブックス、2019年8月）
- キャメレオン竹田の水瓶座開運本2020年版 （ゴマブックス、2019年8月）
- キャメレオン竹田の魚座開運本2020年版 （ゴマブックス、2019年8月）
- キャメレオン竹田の開運ダイアリー2020〈牡羊座〉（ゴマブックス、2019年10月）
- キャメレオン竹田の開運ダイアリー2020〈牡牛座〉（ゴマブックス、2019年10月）
- キャメレオン竹田の開運ダイアリー2020〈双子座〉（ゴマブックス、2019年10月）
- キャメレオン竹田の開運ダイアリー2020〈蟹座〉（ゴマブックス、2019年10月）
- キャメレオン竹田の開運ダイアリー2020〈獅子座〉（ゴマブックス、2019年10月）
- キャメレオン竹田の開運ダイアリー2020〈乙女座〉（ゴマブックス、2019年10月）
- キャメレオン竹田の開運ダイアリー2020〈天秤座〉（ゴマブックス、2019年10月）
- キャメレオン竹田の開運ダイアリー2020〈蠍座〉（ゴマブックス、2019年10月）
- キャメレオン竹田の開運ダイアリー2020〈射手座〉（ゴマブックス、2019年10月）
- キャメレオン竹田の開運ダイアリー2020〈山羊座〉（ゴマブックス、2019年10月）
- キャメレオン竹田の開運ダイアリー2020〈水瓶座〉（ゴマブックス、2019年10月）
- キャメレオン竹田の開運ダイアリー2020〈魚座〉（ゴマブックス、2019年10月）
- 神さまとつながる方法（日本文芸社、2019年12月）
- 神さまとお金とわたし：ミラクルないい流れをつくるコツ♪（王様文庫：三笠書房、2020年6月）
- 人生を自由自在に楽しむ本（だいわ文庫、2020年8月）
- キャメレオン竹田の牡羊座開運本2021年版 （ゴマブックス、2020年8月）
- キャメレオン竹田の牡牛座開運本2021年版 （ゴマブックス、2020年8月）
- キャメレオン竹田の双子座開運本2021年版 （ゴマブックス、2020年8月）
- キャメレオン竹田の蟹座開運本2021年版 （ゴマブックス、2020年8月）
- キャメレオン竹田の獅子座開運本2021年版 （ゴマブックス、2020年8月）
- キャメレオン竹田の乙女座開運本2021年版 （ゴマブックス、2020年8月）
- キャメレオン竹田の天秤座開運本2021年版 （ゴマブックス、2020年8月）
- キャメレオン竹田の蠍座開運本2021年版 （ゴマブックス、2020年8月）
- キャメレオン竹田の射手座開運本2021年版 （ゴマブックス、2020年8月）
- キャメレオン竹田の山羊座開運本2021年版 （ゴマブックス、2020年8月）
- キャメレオン竹田の水瓶座開運本2021年版 （ゴマブックス、2020年8月）
- キャメレオン竹田の魚座開運本2021年版 （ゴマブックス、2020年8月）
- お金が増えすぎちゃう本: 金運がぐんぐんアップする方法! （日本文芸社、2020年11月）
- 宇宙に注文！超開運ノート （日本文芸社、2020年12月）
- 神さまと前祝い: 願いが全部叶ってしまう!（王様文庫、2021年2月）
- あなたの人生がラクにうまくいく本（だいわ文庫、2021年6月）
- モテすぎちゃう本: 恋愛運が爆上がりする方法!（日本文芸社、2021年6月）
- カードの意味が一瞬でわかる! タロットキャラ図鑑（ナツメ社、2021年10月）
- キャメレオン竹田の開運本 2022年版: 12星座の運勢がめちゃめちゃ上がる!（日本文芸社、2021年10月）
- キャメレオン竹田のすごいタロットカード（日本文芸社、2022年1月）
- 龍神さまとつながる方法（日本文芸社、2022年8月）
- 龍神さまとつながる方法 「願いがものすごく叶う龍王」NFT特装版（日本文芸社、2022年8月）
- 「神さまとの直通電話」（三笠書房）の中国訳「神的直通電話」（春天出版、2022年8月）
- あなたの2023年がめちゃくちゃ開運する本: キャメレオン竹田の12星座占い（日本文芸社、2022年10月）
- 神さまとのおしゃべりBook: 大開運のホットラインがつながる!（三笠書房、2022年10月）
- キャメレオン竹田のすごい開運キャレンダー2023年（日本文芸社、2022年12月）

- ホロスコープを読むのが楽しくなる! 占星術キャラ図鑑（ナツメ社、2022年12月）
- 聴くだけで運気上昇! ミニタロットカード付き キャメレオン竹田の開運ミュージック（株式会社音楽之友社、2023年1月）
- キャメレオン竹田のすごい神さまカード（日本文芸社、2023年1月）
- 神（キャメ）のお告げ本（大和書房、2023年2月）
- キャメレオン竹田のすごい開運手帳　2023（日本文芸社、2023年2月）
- しあわせになる絵本（日本文芸社、2023年6月）
- あなたの2024年がめちゃくちゃ開運する本（日本文芸社、2023年10月）
- 宇宙との直通電話 誕生日占い: 366日、星があなたに告げていること（三笠書房、2023年11月）
- 迷ったときに答えをくれる! キャメレオン竹田のタロットルーム（ナツメ社、2024年1月）
- キャメレオン竹田のすごい開運手帳2024（日本文芸社、2024年2月）
- いちいち幸せになる本（だいわ文庫、2024年7月）
- いちいち悩まなくなる本（だいわ文庫、2025年3月）